# Chondracanthodes radiatus
Chondracanthodes radiatus – gatunek widłonoga z rodziny Chondracanthidae. Po raz pierwszy zgodnie z zasadami nazewnictwa binominalnego gatunek ten opisał w 1776 roku duński przyrodnik Otto Friedrich Müller, nadając mu nazwę Lernaea radiata.